# Basílica de São Saba
San Saba ou Basílica de São Saba é uma antiga igreja titular e basílica menor em Roma, Itália, localizada no chamado Piccolo Aventino, uma área perto da Muralha Aureliana perto do Monte Aventino e do Monte Célio.
O cardeal-diácono protetor da diaconia de São Saba é Jorge Medina Estévez, presidente-emérito da Congregação para o Culto Divino e Disciplina dos Sacramentos.

## História
De acordo com a lenda, Santa Sílvia, mãe do papa São Gregório I, tinha uma propriedade neste local que, depois de sua morte, foi transformado num mosteiro afiliado ao Mosteiro de Santo André, que Gregório havia fundado no local onde hoje está San Gregorio al Celio. A origem desta lenda está no século XII, quando, no contexto da chamada "Renovatio Romae" ("reforma de Roma"), era necessário que o Mosteiro de São Saba tivesse uma origem antiga e tradicional.
A origem histórica do complexo remonta ao ano de 645, quando monges palestinos do Mosteiro de São Saba (Mar Saba) que fugiram de sua terra natal depois das conquistas islâmicas vieram para Roma para comparecer a um concílio em Latrão. Depois do concílios, eles se fixaram numa antiga casa romana no Piccolo Aventino, uma região que, na época, estava deserta por causa da expressiva redução na população da cidade de Roma. Os sabaítas introduziram a veneração a São Saba em Roma e fundaram um retiro eremítico de tradição oriental. Nas fontes antigas, este mosteiro aparece com o nome de "cellas novas" ou "cellaenovae" em latim, uma referência às "celas" (cellae) em que viviam em Mar Saba.
O mosteiro sabaíta rapidamente prosperou e perdurou por muitos séculos. Nos séculos VIII e IX, era um dos mais prestigiosos de Roma e estava entre os principais mosteiros "gregos" da cidade, recebendo ricos presentes papais. Desde sua fundação, seus abades tinham uma importante função diplomática na relação entre Roma e o Império Bizantino, representando a Igreja Latina e o papa em diversos concílios em Constantinopla. 
Em 768, o antipapa Constantino II foi aprisionado neste mosteiro antes de ser assassinado pelos lombardos.
Os beneditinos de Monte Cassino receberam a igreja depois que ela foi reconstruída no século X. Depois de muitos anos de ruína, a basílica foi completamente renovada no século XIII, depois de ser cedida aos cluníacos. Em 1503, os cistercienses receberam a igreja e, em 1573, ela foi novamente cedida, desta vez para os jesuítas (e para o seminário germânico que eles mantinham na cidade, o Collegium Germanicum et Hungaricum).

## Estrutura
A basílica, precedida por um pequeno pórtico do século XIII, tem três naves terminadas em absides. A interior é caracterizada por diversas intervenções em épocas distintas. As colunas são reaproveitadas de edifícios mais antigos e o piso é um exemplo da decoração cosmatesca em mármore do início do século XIII. As principais obras-de-arte são os notáveis afrescos numa sala do lado esquerdo da nave — chamada "quarta nave" — e que tratam da vida de São Nicolau.
A cripta, construída no que seria a casa de Santa Sílvia, abriga as relíquias de São Saba. A sacristia abriga um fragmento de um afresco da primeira igreja do século VIII.

## Galeria

Imagens da igreja
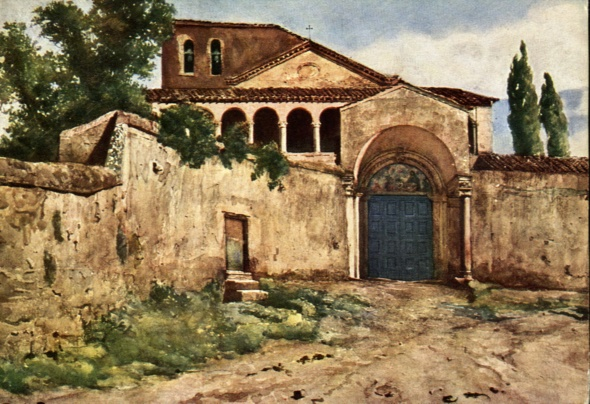
Pintura de Ettore Roesler Franz (1880).
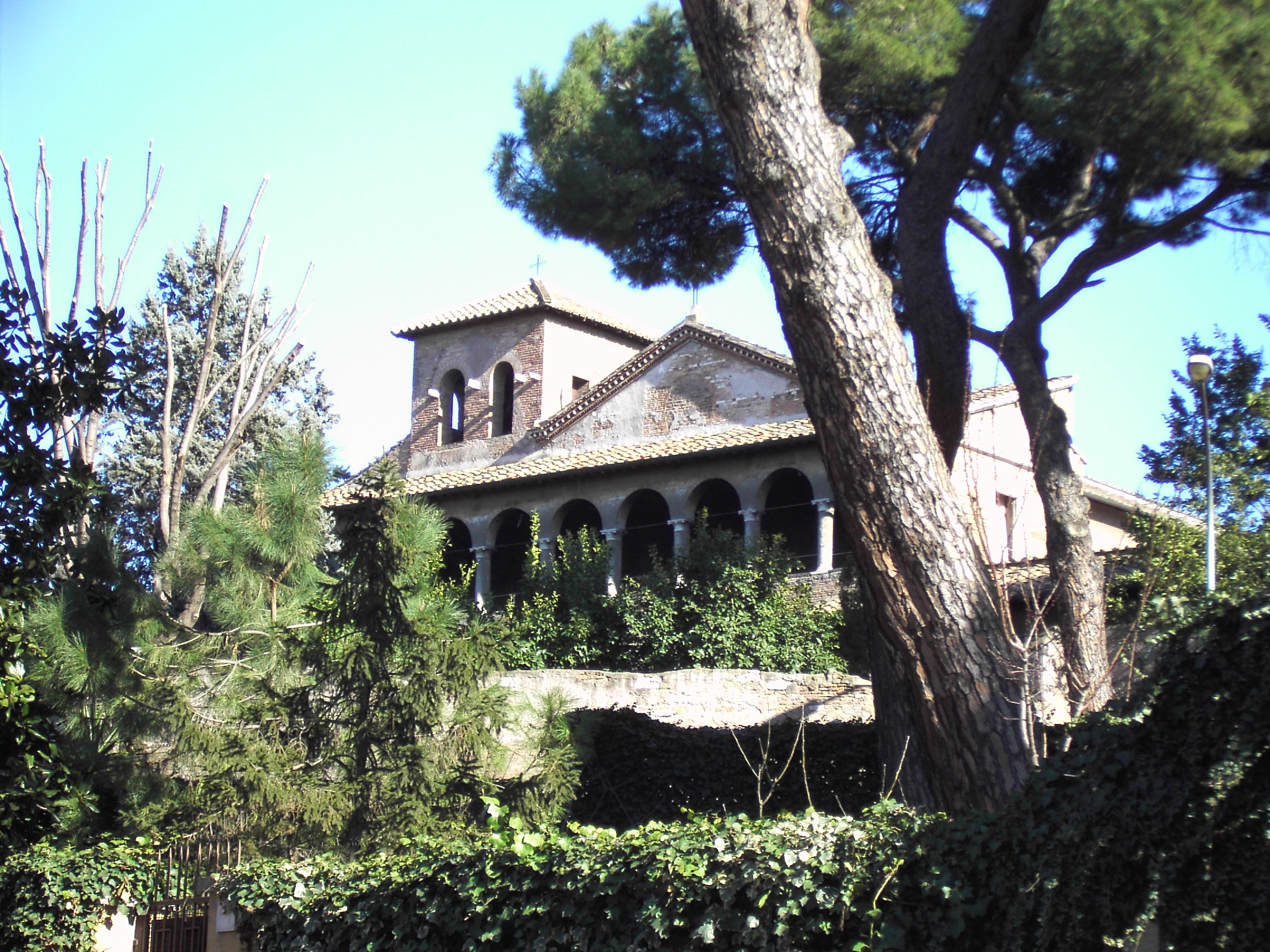
Vista da igreja.
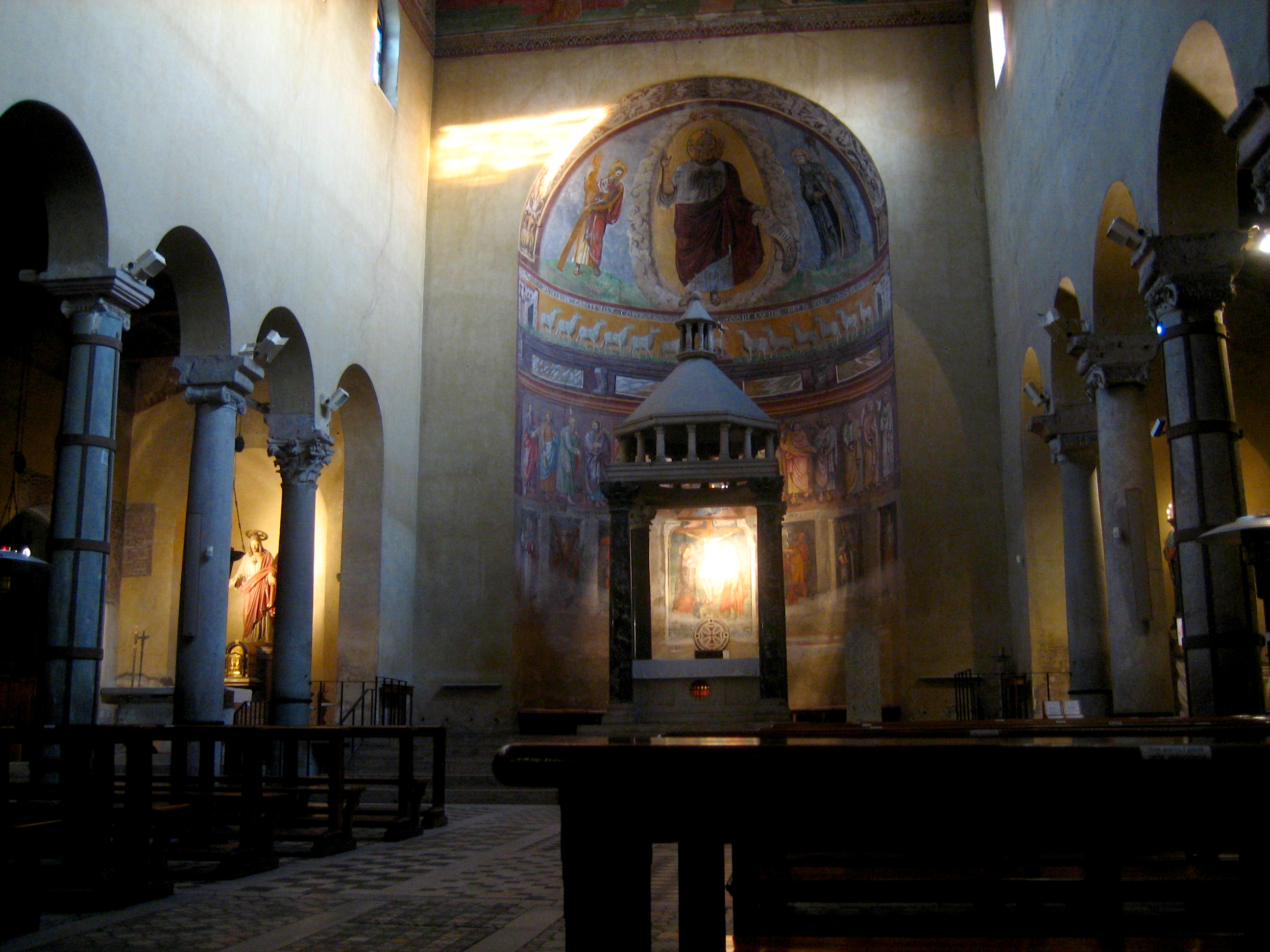
Vista do interior.
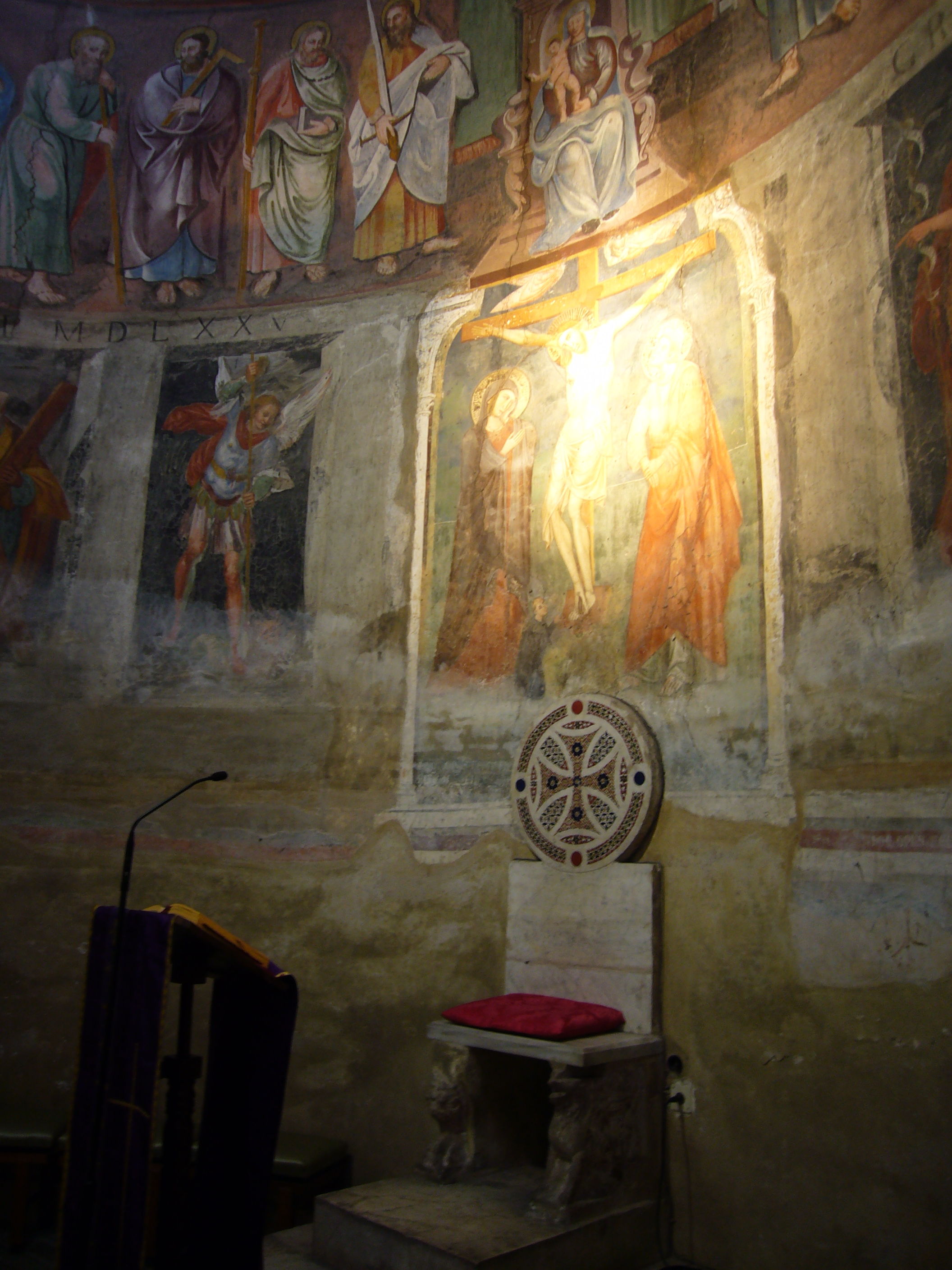
Abside decorada com antigos afrescos e uma cátedra.